# Reinhard Zimmermann

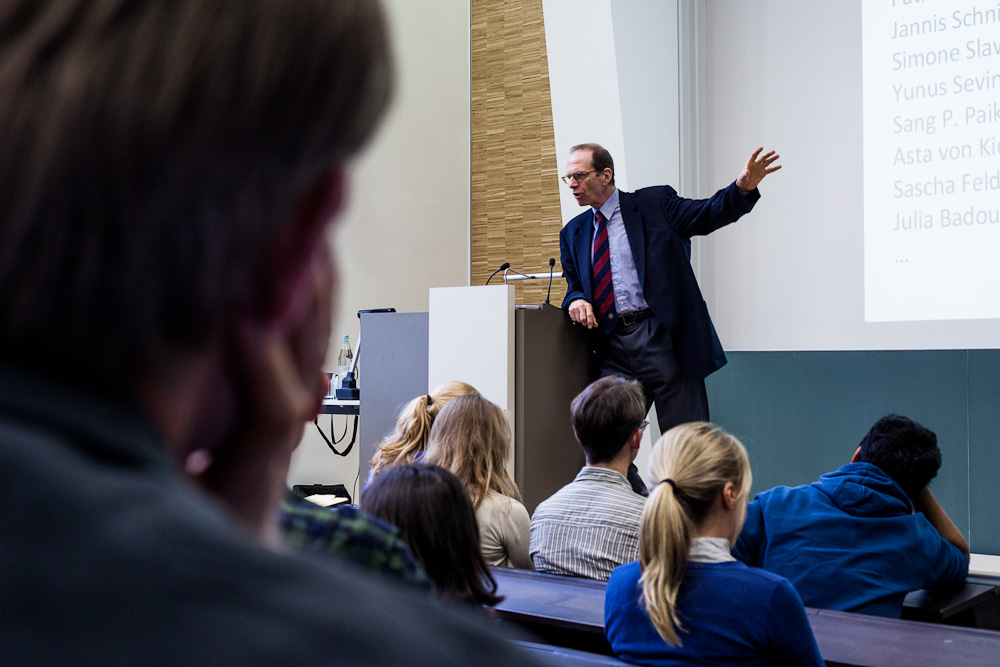
Reinhard Zimmermann (2013)

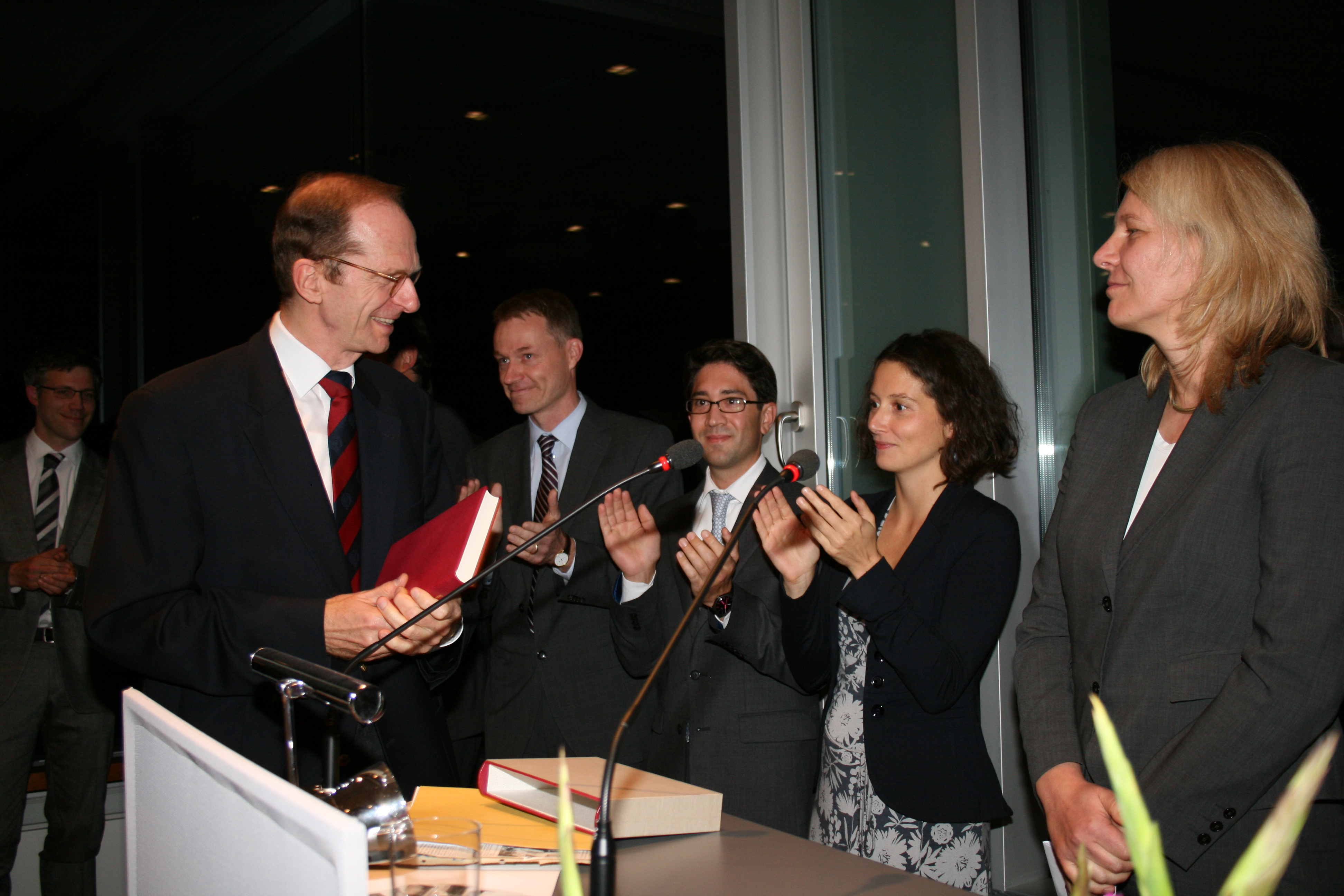
Reinhard Zimmermann, 60. Geburtstag, akademische Feier (links hinten: Martin Illmer; rechts neben Zimmermann: Dirk Verse, Walter Doralt, Alexandra Braun, Sonja Meier).

Reinhard Zimmermann (* 10. Oktober 1952 in Hamburg) ist ein deutscher Rechtswissenschaftler und war von 2002 bis zu seiner Emeritierung im Jahr 2022 Direktor am Max-Planck-Institut für ausländisches und internationales Privatrecht in Hamburg. Zimmermann war von 2011 bis 2023 Präsident der Studienstiftung des deutschen Volkes.

## Leben
Reinhard Zimmermann studierte Rechtswissenschaften und promovierte an der Universität Hamburg als wissenschaftlicher Mitarbeiter bei Hans Hermann Seiler. Nach Abschluss der großen Juristischen Staatsprüfung 1979 war er zunächst wissenschaftlicher Assistent bei Jens Peter Meincke in Köln. 1981 ging Zimmermann nach Südafrika und übernahm den Lehrstuhl für Römisches Recht und Rechtsvergleichung an der Universität Kapstadt. 1988 kehrte er nach Deutschland zurück und wurde ordentlicher Professor an der Universität Regensburg. Seit 2002 ist Zimmermann Direktor am Max-Planck-Institut für ausländisches und internationales Privatrecht in Hamburg (emeritiert 2022), seit 2008 ist er zudem der Bucerius Law School als Professor affiliiert. Seit 2014 ist er Honorary Professor an der University of Edinburgh. Von 2006 bis 2010 war Zimmermann Vorsitzender der Geistes-, Sozial und Humanwissenschaftlichen Sektion der Max-Planck-Gesellschaft, von 2006 bis 2023 war er Senator der Max-Planck-Gesellschaft.
Seit seiner Zeit in Regensburg hatte er unter anderem an folgenden Universitäten Gastprofessuren inne:
- University of Chicago (Max-Rheinstein Lehrstuhl)
- Tulane University
- Cornell University
- Universität Stellenbosch
- University of Edinburgh
- University of California, Berkeley
- University of Auckland
- Yale University
- University of Cambridge (A.L. Goodhart Professor of Legal Science und Fellow des St John’s College)
- University of Oxford (Visiting Fellow, später Member of Common Room, All Souls College)

Zimmermann war Mitglied der Lando-Kommission, die Teil III der Principles of European Contract Law erarbeitet hat, der Arbeitsgruppe zur Revision und Erweiterung der UNIDROIT – Principles of International Commercial Contracts sowie der Bund-Länder-Arbeitsgruppe zur Vorbereitung der Schuldrechtsreform in Deutschland.
Seit 2003 ist Zimmermann Koordinator eines Kollegenkreises, der juristische Bücher des Jahres empfiehlt. Die Empfehlungen werden jährlich in einem Artikel in der Juristenzeitung veröffentlicht. Seit 2001 war Reinhard Zimmermann Vorstandsmitglied und von 2011 bis 2015 Vorsitzender der Zivilrechtslehrervereinigung. Von 2014 bis 2022 war er Vorsitzender des Vorstandes der Gesellschaft für Rechtsvergleichung. Gemeinsam mit Irmgard Griss war Zimmermann Vorsitzender des Gründungsausschusses des European Law Institute; 2011 wurde er zum Senator des European Law Institute ernannt; seit 2017 ist er Sprecher des Senats.
Der Studienstiftung des deutschen Volkes ist Zimmermann in vielen Funktionen verbunden – zuerst als Stipendiat, später als Vertrauensdozent, ab 2004 als Mitglied und stellvertretender Vorsitzender des Kuratoriums; von 2011 bis 2023 war er Präsident der Studienstiftung. Zum Abschied aus dem Amt widmete ihm die Studienstiftung eine Schrift mit dem Titel Begabung und Verantwortung. Essays, Dokumente und Meilensteine aus zwölf Jahren Präsidentschaft.
In der Roman-Trilogie The 2 ½ Pillars of Wisdom, die den deutschen Professor – symbolisiert in dem Charakter des Moritz-Maria von Igelfeld – auf den Arm nimmt, hat der schottische Autor Sir Alexander McCall Smith Anregungen und Anekdoten seines Freundes Reinhard Zimmermann verarbeitet; diesem ist der erste Band (Portuguese Irregular Verbs) gewidmet. Die ersten drei Bände sind 2005 unter dem Titel The 2 1/2 Pillars of Wisdom publiziert worden. 2011 erschien der vierte Band der Serie, Unusual Uses for Olive Oil, 2021 der fünfte Band Your Inner Hedgehog. Das Entstehen der Romanserie hat McCall Smith unter dem Titel „The Story of a Friendship“ in dem Buch Iurium itinera, 2022, beschrieben.

## Forschungsschwerpunkte
Zimmermanns Forschungsschwerpunkte liegen im Bereich des Schuld- und Erbrechts in historischer und vergleichender Perspektive, in den Beziehungen zwischen englischem common law und kontinentaleuropäischem civil law, der Analyse von Mischrechtsordnungen (insbesondere Schottland und Südafrika) und in der Vereinheitlichung des europäischen Privatrechts und der Privatrechtswissenschaft.

## Wirkung
International bekannt geworden ist Zimmermann zunächst mit seinem Werk The Law of Obligations: Roman Foundations of the Civilian Tradition, 1990 / 1996. Es beruht auf einer Verbindung von Rechtsgeschichte und Rechtsvergleichung, die einen Schlüssel zum Verständnis der Gemeinsamkeiten und Unterschiede unserer modernen Privatrechtsordnungen bietet. Dieser Ansatz hat die Diskussion um ein europäisches Privatrecht weit über Deutschland hinaus maßgeblich beeinflusst. Der englische Rechtsvergleicher Tony Weir beschreibt Zimmermanns Buch als „a work of an altogether novel kind. ... no previous book is at all like it.“
Als weitere Standardwerke gelten das gemeinsam mit Mathias Reimann herausgegebene Oxford Handbook of Comparative Law und das Handwörterbuch des Europäischen Privatrechts (herausgegeben gemeinsam mit Klaus J. Hopt und Jürgen Basedow).
Offenbar inspiriert durch die Zeit in Südafrika und die enge Verbindung zur Universität Edinburgh ist Reinhard Zimmermann außerdem als ein Pionier der historisch-vergleichenden Erforschung von Mischrechtsordnungen hervorgetreten. Zur Wirkung Zimmermanns beigetragen haben auch seine Clarendon Lectures an der Universität Oxford 1999 (erschienen unter dem Titel Roman Law, Contemporary Law, European Law: The Civilian Tradition Today). Darin erläutert Zimmermann seinen Ansatz von Rechtsvergleichung, Rechtsgeschichte und moderner Privatrechtsdogmatik. „This is an awe-inspiringly dense volume, packed with thought-provoking insights, and delivered with a voice of tremendous authority“ (Law Quarterly Review, 118 (2002), S. 153).
Unter Zimmermanns weiteren Werken, die weltweite Resonanz gefunden haben, ist der von ihm und Jack Beatson herausgegebene Band Jurists Uprooted. Gegenstand sind die Lebenswege und die Wirkungsgeschichten deutschsprachiger Juristen, die in den 1930er Jahren nach England emigrieren mussten. Marcus Lutter bemerkt dazu: „… Jeder, der sich in dieses Buch vertieft, legt es beschämt und tief bereichert aus der Hand. … Der Reichtum des Buches aber liegt in der geradezu unglaublichen Sorgfalt und Genauigkeit der Autoren, die ihre Berichte stets verbinden mit einer Entwicklungsgeschichte des Faches. … Das Buch enthält … zugleich eine Rechtsgeschichte und eine Ideengeschichte des 20. Jahrhunderts.“
Ein ambitioniertes Werk, das Zimmermann gemeinsam mit Nils Jansen initiiert und herausgegeben hat, ist 2018 unter dem Titel Commentaries on European Contract Laws erschienen. „To put it very briefly“, schreiben die Herausgeber in ihrem Vorwort, „we want to trace the development of European contract law, as reflected in the model rules from PECL to the CESL, and in the European consumer acquis …; and we want to assess that development against its broadly conceived historical and comparative background. We thus hope that our book, by giving a comprehensive and balanced account of where we stand today, as well as suggestions where we might want to go in the future, can serve as a point of both orientation and of departure.“ An den Band beteiligt sind außer Jansen und Zimmermann 20 jüngere Autoren, davon 15 aus dem Schülerkreis von Zimmermann.
Seit 2007 leitet Reinhard Zimmermann gemeinsam mit Marius de Waal (verstorben 2021) und Kenneth Reid eine Forschungsgruppe zum Erbrecht in historisch vergleichender Perspektive, die inzwischen drei Bücher vorgelegt hat. Ein weiterer Band ist für 2024 angekündigt. Mit dieser und anderen Initiativen möchte Zimmermann das Erbrecht aus dem rechtsvergleichenden Mauerblümchendasein  befreien, in das es seit der Zeit der Kodifikationen geraten ist. Kürzlich hat Zimmermann mit acht seiner Mitarbeiter einen Reformvorschlag zum deutschen Pflichtteilsrecht veröffentlicht.

## Kritik
Zimmermanns historisch-vergleichende Arbeiten haben weltweit große Zustimmung gefunden, aber auch gelegentlich Kritik auf sich gezogen. So bezeichnet Ugo Mattei Zimmermanns Ansatz, ebenso wie denjenigen von Friedrich Carl von Savigny zu Beginn des 19. Jahrhunderts, als „thoroughly ethnocentric, conservative, class-priviledged (and) self-serving“. Zimmermann und seine Anhänger “by use of biased historiography, pursue a defence of the status quo in the professional-legal leadership in Europe”; diese Verteidigung richte sich gegen die drohende Hegemonie der US-amerikanischen Kultur. Pio Caroni bezeichnete Zimmermann 1994 als „Neopandektisten“. Der italienische Romanist und Verfassungsrichter Paolo Grossi: „I'm terrified when some modern Roman law scholar digs out of his magician's hat obsolete Roman law tools in the secret ... hope to conquer a title of honour in the building of the future uniform European law and to gain a right of citizenship in the future European paradise.“

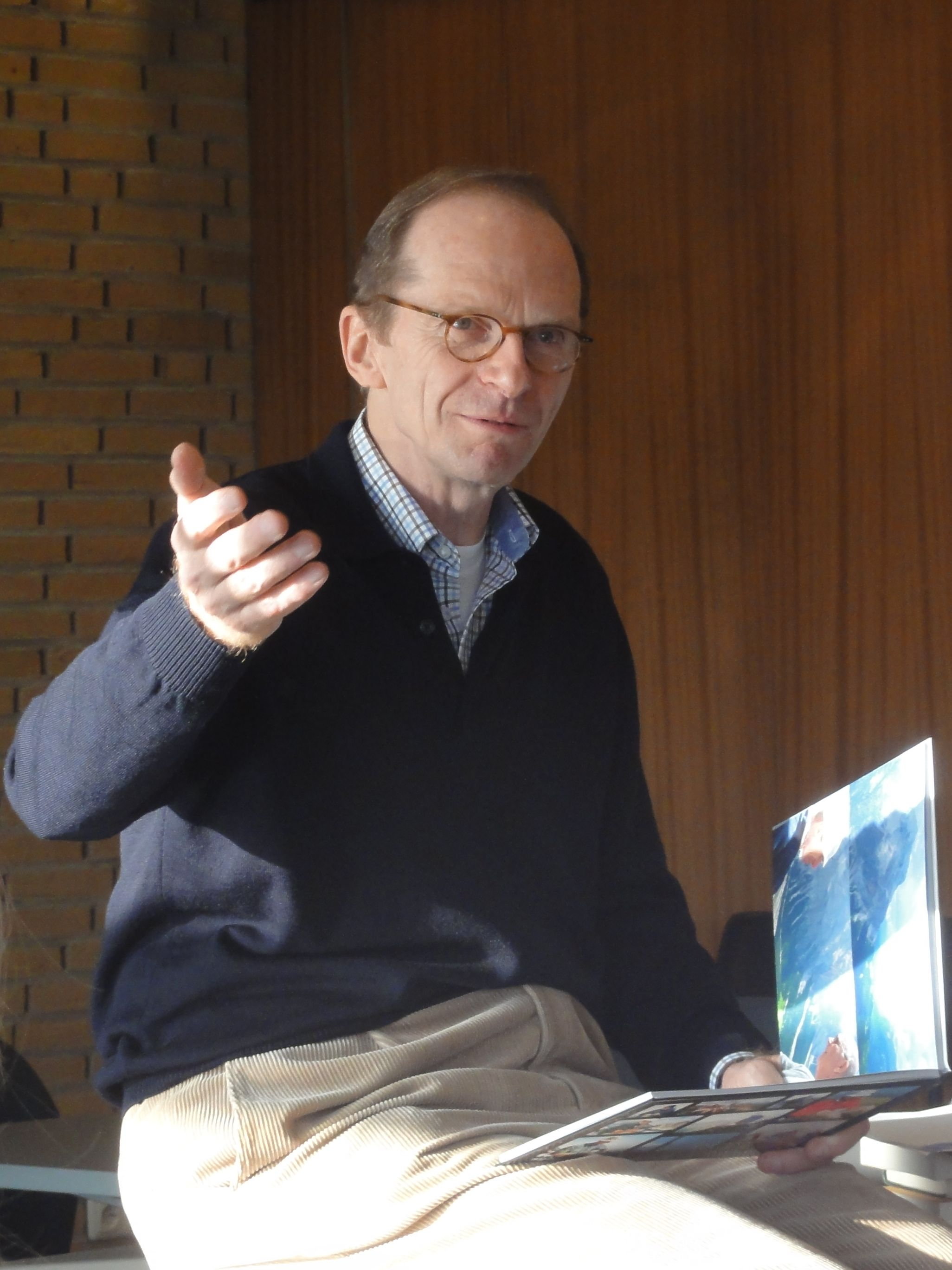
Reinhard Zimmermann

Die Kritik sah sich schnell dem Vorwurf ausgesetzt, auf einem simplen Missverständnis zu beruhen. So meinte David John Ibbetson: „For all the diversity that exists within the European legal tradition, at the root of it there is a substantial unity. Legal historians might quibble about the precise balance between diversity and unity, but none would deny the truth of Professor Zimmermann’s basic proposition … [T]his is not just a rehash of the ultra-simplistic proposition that continental European legal systems are based on Roman law as a result of some sort of crude borrowing of Roman rules. It is more that, as a matter of historical observation, continental European legal systems have developed by the progressive adaptation of Roman law principles to changing circumstances, repeatedly taking advantage of the elasticity and potential for growth present within these principles themselves. It is not far-fetched to project this forward too: as we move towards a European private law, it is not unreasonable to suppose that it is through the continuation of this process of the adaption of Roman principles that this will be achieved.” Mittlerweile scheint auch Grossi selbst seine Meinung geändert zu haben: Vehemente Ablehnung findet sich bei ihm nicht mehr, sie ist nachdrücklicher Zustimmung zu Zimmermanns Arbeiten gewichen. Ähnlich schreiben auch die belgischen Autoren Dirk Heirbaut und Matthias Storme: “[I]n 1990 Reinhard Zimmermann delivered a general wake up call in his famous book about the law of obligations. Suddenly, law professors all over Europe started to become interested in creating … a new common law of Europe. … Some caution may be justified here. Many have taken the wrong message from Zimmermann’s work: Europe had one law in the past and it should have one law again in the future. … (In reality) the lawyers of the ius commune had a common legal culture not a common law, and what Zimmermann wants is a re-Europeanization of legal scholarship, a new common legal science and legal culture. The rest can follow later and that may take some time.”

## Ehrungen und Auszeichnungen
1996 wurde Zimmermann der Gottfried Wilhelm Leibniz-Preis der Deutschen Forschungsgemeinschaft verliehen. 2023 wurde er von der Accademia dei Lincei in Rom mit dem Premio Antonio Feltrinelli ausgezeichnet. Dieser Preis ist seit seiner Stiftung 1950 erst zum fünften Mal für scienze giuridice verliehen worden. Im Jahre 2018 erhielt er die Universitätsmedaille der Universität zu Köln; 2024 erhielt er das Bundesverdienstkreuz 1. Klasse.
Die folgenden Universitäten verliehen Zimmermann die Ehrendoktorwürde:
- Chicago (1997)
- Aberdeen (2002)
- Maastricht (2005)
- Lund (2006)
- Kapstadt (2006)
- Edinburgh (2007)
- Lleida (2007)
- Stellenbosch (2009)
- McGill University (2010)
- Katholische Universität Lublin Johannes Paul II. (2021)
- Universidad de Chile (2022)

Die Ehrung durch die Universität Kapstadt erfolgte auch in Anerkennung seines Eintretens für die Wiederherstellung von Rechtsstaatlichkeit in Südafrika zu Zeiten der Apartheid.
Zimmermann ist ordentliches Mitglied der Akademie der Wissenschaften zu Göttingen sowie der Academia Europaea (2014) und korrespondierendes bzw. auswärtiges Mitglied der Königlich Niederländischen Akademie der Wissenschaften, der Bayerischen Akademie der Wissenschaften, der Royal Society of Edinburgh, der Accademia delle Scienze di Torino, der British Academy und der Österreichischen Akademie der Wissenschaften.
Zimmermanns Schüler widmeten ihm 2012 ein Sonderheft der Rabels Zeitschrift für ausländisches und internationales Privatrecht mit historisch vergleichenden Beiträgen (Rabels Zeitschrift für ausländisches und internationales Privatrecht 76 (2012), S. 703–1155). Anlässlich seiner Emeritierung, die mit seinem 70. Geburtstag zusammenfiel, überreichten seine akademischen Schüler ihm den Band Iurium itinera: Historische Rechtsvergleichung und vergleichende Rechtsgeschichte, Mohr Siebeck, 2022. Er enthält 48 Beiträge zur historischen Rechtsvergleichung und vergleichenden Rechtsgeschichte von Autoren, die von Zimmermann in besonderem Maße geprägt worden sind und die sich deshalb als Mitglieder seiner „akademischen Familie“ fühlen.
Zu Zimmermanns akademischen Schülern, die an deutschsprachigen Universitäten tätig sind, gehören Nils Jansen (Münster), Sonja Meier (Köln), Stefan Vogenauer (Frankfurt), Jens Kleinschmidt (Trier), Phillip Hellwege (Augsburg), Sebastian Martens (Passau), Birke Häcker (Bonn), Hartmut Wicke (München), Walter Doralt (Graz), Gregor Christandl (Graz), Johannes Liebrecht (Zürich), Jan Peter Schmidt (Hamburg) und Ben Köhler (Bayreuth).

## Schriften (Auswahl)
(Quelle: )

### Herausgebertätigkeit
Zimmermann ist Mitherausgeber der Zeitschrift für Europäisches Privatrecht (seit ihrer Gründung; C.H. Beck) und der Comparative Studies in Continental and Anglo-American Legal History (Duncker & Humblot) (ursprünglich gemeinsam mit Helmut Coing, Richard Helmholz und Knut Wolfgang Nörr). Er war (bis 2022) Mitherausgeber der Schriften zur Europäischen Rechts- und Verfassungsgeschichte (Duncker & Humblot), der Studien zum ausländischen und internationalen Privatrecht (Mohr Siebeck) und von Rabels Zeitschrift für ausländisches und internationales Privatrecht.

### Bücher
- The Law of Obligations. Roman Foundations of the Civilian Tradition, Oxford University Press, 1996, ISBN 0-19-876426-X.
- Itinera Fiduciae. Trust und Treuhand in Historical Perspective, Duncker & Humblot, 1998, ISBN 3-428-09614-2 (hrsg. gemeinsam mit Richard Helmholz).
- Good Faith in European Contract law, Cambridge University Press 2000, ISBN 0-521-77190-0 (hrsg. gemeinsam mit Simon Whittaker).
- Roman Law, Contemporary Law, European Law. The Civilian Tradition Today, Oxford University Press, 2001, ISBN 0-19-829913-3.
- Comparative Foundations of a European Law of Set-Off and Prescription, Cambridge University Press, 2002, ISBN 0-521-81461-8.
- Mixed Legal Systems in Comparative Perspective, Oxford University Press, 2004, ISBN 0-19-927100-3 (hrsg. gemeinsam mit Daniel Visser und Kenneth Reid).
- Historisch-kritischer Kommentar zum BGB, Mohr Siebeck, Band I, 2003, ISBN 3-16-147909-2, Band II, 2007, ISBN 3-16-149376-1, Band III, 2013, ISBN 978-3-16-150528-7, Band IV, 2018, ISBN 978-3-16-156399-7 (hrsg. gemeinsam mit Joachim Rückert und Mathias Schmoeckel).
- The New German Law of Obligations. Historical and Comparative Perspectives, Oxford University Press, 2005, ISBN 0-19-929137-3.
- Jurists Uprooted: German-speaking Émigré Lawyers in Twentieth-century Britain. Oxford University Press, 2005, ISBN 0-19-927058-9 (hg. gemeinsam mit Jack Beatson).
- The Oxford Handbook of Comparative Law, Oxford University Press, 2006, ISBN 0-19-953545-0 (hrsg. gemeinsam mit Mathias Reimann); 2. Aufl. 2019, ISBN 978-0-19-881023-0.
- Handwörterbuch des Europäischen Privatrechts, Mohr Siebeck, 2009, ISBN 3-16-149918-2 (hrsg. gemeinsam mit Jürgen Basedow und Klaus J. Hopt).
- Revision des Verbraucher-acquis, Mohr Siebeck, 2011, ISBN 978-3-16-150902-5 (gemeinsam mit Horst Eidenmüller, Florian Faust, Hans Christoph Grigoleit, Nils Jansen und Gerhard Wagner).
- Comparative Succession Law, Band 1: Testamentary Formalities, Oxford University Press, 2012, ISBN 978-0-19-969680-2 (hrsg. gemeinsam mit Kenneth Reid und Marius de Waal).
- The Max Planck Encyclopedia of European Private Law, Oxford University Press, 2012, ISBN 978-0-19-957895-5 (hrsg. gemeinsam mit Jürgen Basedow und Klaus J. Hopt).
- Judge and Jurist. Essays in Memory of Lord Rodger of Earlsferry, Oxford University Press, 2013, ISBN 978-0-19-967734-4 (hrsg. gemeinsam mit Andrew Burrows und David Johnston).
- Comparative Succession Law, Band 2: Intestate Succession, Oxford University Press, 2015, ISBN 978-0-19-874712-3 (hrsg. gemeinsam mit Kenneth G.C. Reid und Marius J. de Waal).
- Commentaries on European Contract Laws, Oxford University Press, 2018, ISBN 978-0-19-879069-3 (hrsg. gemeinsam mit Nils Jansen).
- Juristische Kommentare. Ein internationaler Vergleich, 2020, ISBN 978-3-16-158338-4 (hrsg. gemeinsam mit David Kästle-Lamparter und Nils Jansen).
- Comparative Succession Law, Band 3: Mandatory Family Protection, Oxford University Press, 2020, ISBN 978-0-19-885039-7 (hrsg. gemeinsam mit Kenneth G.C. Reid und Marius de Waal).
- Zwingender Angehörigenschutz im Erbrecht, Mohr Siebeck, 2022, ISBN 978-3-16-161708-9 (gemeinsam mit Franz Bauer, Martin Bialluch, Andreas Humm, Lisa-Kristin Klapdor, Ben Köhler, Jan Peter Schmidt, Philipp Scholz und Denise Wiedemann).

### Zeitschriftenbeiträge
- „Heard Melodies are sweet, but those unheard are sweeter ...“ – Condicio tacita, implied condition und die Fortbildung des europäischen Vertragsrechts, Archiv für die civilistische Praxis 193 (1993), S. 121–173.
- Der europäische Charakter des englischen Rechts, Zeitschrift für Europäisches Privatrecht 1 (1993), S. 4–50.
- Unjustified Enrichment. The Modern Civilian Approach, Oxford Journal of Legal Studies 15 (1995), S. 403–429.
- Savigny's Legacy: Legal History, Comparative Law, and the Emergence of a European Science, Law Quarterly Review 1996, S. 576–605.
- „In der Schule von Ludwig Mitteis“, Ernst Rabels rechtshistorische Ursprünge, Rabels Zeitschrift für ausländisches und internationales Privatrecht 2001, S. 1–38.
- Europa und das römische Recht, Archiv für die civilistische Praxis 202 (2002), S. 243–316.
- The Present State of European Private Law, American Journal of Comparative Law 2009, S. 479–512.
- Codification: The Civilian Experience Reconsidered on the Eve of a Common European Sales Law, European Review of Contract Law 8 (2012), S. 367–399.
- Der Vorschlag für eine Verordnung über ein gemeinsames Europäisches Kaufrecht, Juristenzeitung 2012, S. 269–289 (gemeinsam mit Horst Eidenmüller, Nils Jansen, Eva-Maria Kieninger und Gerhard Wagner).
- Testamentsformen: Willkür oder Ausdruck einer Rechtskultur?, Rabels Zeitschrift für ausländisches und internationales Privatrecht 2012, S. 471–508.
- Challenges for the European Law Institute, Edinburgh Law Review 2012, S. 5–23.
- Das Verwandtenerbrecht in historisch-vergleichender Perspektive, Rabels Zeitschrift für ausländisches und internationales Privatrecht 79 (2015), S. 768–821.
- Das Ehegattenerbrecht in historisch-vergleichender Perspektive, Rabels Zeitschrift für ausländisches und internationales Privatrecht 80 (2016), S. 39–92.
- Kulturelle Prägung des Erbrechts?, Juristenzeitung 2016, S. 321–332.
- Pflichtteil und Noterbenrecht in historisch-vergleichender Perspektive, Rabels Zeitschrift für ausländisches und internationales Privatrecht 84 (2020), S. 465–547.
- „So jemand die Seinen, sonderlich seine Hausgenossen, nicht versorget, ...“. Zum Schutz der Angehörigen im Erbrecht, Archiv für die civilistische Praxis 222 (2022), S. 3–55.
- Legal Methodology in Germany, Edinburgh Law Review 26 (2022), S. 153–193.
- Das englische Erbrecht als Ausprägung europäischer Rechtskultur, Zeitschrift für Europäisches Privatrecht 31 (2023), S. 290–325.

### Festschriftenbeiträge
- „Cy-près“, in: Iuris Professio, Festgabe für Max Kaser, 1986, S. 395–415.
- Effusum vel deiectum, in: Festschrift für Hermann Lange, 1992, S. 301–330.
- Quieta movere. Interpretative Change in a Codified System, in: Peter Cane, Jane Stapleton (Hrsg.): The Law of Obligations.           Essays in Celebration of John Fleming, 1998, S. 285–315 (gemeinsam mit Nils Jansen).
- Vertrag und Versprechen, Deutsches Recht und Principles of European Contract Law im Vergleich, in: Festschrift für Andreas Heldrich, 2005, S. 467–484.
- Innkeepers’ liability – Die Entwicklung der Gastwirtshaftung in England, in: Festschrift für Claus-Wilhelm Canaris, 2007, S. 1435–1466.
- Erbunwürdigkeit – Die Entwicklung eines Rechtsinstituts im Spiegel europäischer Kodifikationen, in: Festschrift für Helmut Koziol, 2010, S. 463–511.
- „Nemo ex suo delicto meliorem suam condicionem facere potest“. Kränkungen der Testierfreiheit des Erblassers – englisches im Vergleich zum kontinentaleuropäischen Recht, in: Festschrift für Klaus J. Hopt, 2010, S. 269–302.
- Die Auslegung von Verträgen: Textstufen transnationaler Modellregelungen, in: Festschrift für Eduard Picker, Mohr Siebeck, 2010, S. 1353–1373.
- “Unworthiness” in the Roman Law of Succession, in: Andrew Burrows, David Johnston und Reinhard Zimmermann (Hrsg.), Judge and Jurist: Essays in Memory of Lord Rodger of Earlsferry, Oxford University Press, 2013, S. 325–344.
- „Sind wir aber Kinder, so sind wir auch Erben, nämlich Gottes Erben und Miterben Christi“: Zur Bedeutung der Rede von Erbe und Erbschaft in der Bibel, in: Zivilrecht und Steuerrecht, Erwerb von Todes wegen und Schenkung. Festschrift für Jens Peter Meincke, 2015, S. 435–450.
- Die Verjährung – von den Principles of European Contract Law bis zum Entwurf eines Gemeinsamen Europäischen Kaufrechts: Textstufen transnationaler Modellregeln, in: European Union Law, National Private Law, European Private Law: Essays in Honour of Arthur Hartkamp, European Review of Private Law 24 (2016), S. 687–726.
- The Thirtieth, in: Festschrift für Christian von Bar, 2022, S. 419–434.
- Erbrechtssysteme im Vergleich, in: Festschrift für Martin Henssler, 2023, S. 1803–1824.